# Думит, Сэм
Са́мия «Сэм» Думи́т (англ. Samia «Sam» Doumit; 24 апреля 1975, Сакраменто, Калифорния, США) — американская актриса

 и радиоведущая.

## Биография и карьера
Самия Думит родилась 24 апреля 1975 года в Сакраменто (штат Калифорния, США) в семье эмигранта из Бейрута, Ливан. У Думит ирландские, французские, ливанские, немецкие и еврейские корни. Она была в Списке декана и почётным студентом Колледжа Эмерсона в Бостоне, прежде чем поступить Калифорнийский институт искусств. Дядя Дьюмит — лауреат Нобелевской премии мира доктор Альберт Швейцер.
Начиная с 1998 года, Думит сыграла более чем в 25-ти фильмах и телесериалах. Она была ведущей «Suicide Girls Radio» в воскресные вечера на Indie 103.1 FM в Лос-Анджелесе с 2006 по 2011 год.
С 3 сентября 2005 года Думит замужем за актёром Эриком Контрерасом, у них двое детей — сын Райот и дочь Харли.

## Избранная фильмография
| Год  |   | Русское название | Оригинальное название | Роль  |
| ---- | - | ---------------- | --------------------- | ----- |
| 2011 | с | Бесстыжие        | Shameless             | Санни |